# Troy Kennedy-Martin
Troy Kennedy-Martin (Rothesay, 15 febbraio 1932 – Ditchling, 15 settembre 2009) è stato uno sceneggiatore scozzese.

## Biografia

### Infanzia
Martin nacque a Rothesay e studiò alla Finchley Catholic Grammar School e al Trinity College di Dublino. 

### Morte
Martin morì per cancro al fegato il 15 settembre 2009, all'età di 77 anni a Ditchling, East Sussex.

## Filmografia parziale

### Sceneggiatore
- Un colpo all'italiana (The Italian Job), regia di Peter Collinson (1969)
- Danko (Red Heat), regia di Walter Hill (1988)
- Red Dust, regia di Tom Hooper (2004)
- Ferrari, regia di Michael Mann (2023) - postumo

### Soggetto
- The Italian Job, regia di F. Gary Gray (2003)
- Fuori controllo (Edge of Darkness), regia di Martin Campbell (2010)